# Setanta parsimonica
Setanta parsimonica är en stekelart som först beskrevs av Cameron 1885.  Setanta parsimonica ingår i släktet Setanta och familjen brokparasitsteklar. Inga underarter finns listade i Catalogue of Life.